# 皆川睦雄
皆川 睦雄（みながわ むつお、1935年7月3日 - 2005年2月6日）は、山形県南置賜郡山上村大字関根（現・米沢市）出身のプロ野球選手（投手、右投右打）・コーチ・解説者・評論家。
現役当時は同期入団の野村克也と共に南海ホークス黄金期の主力選手であった。
日本プロ野球界「最後の30勝投手」である。

## 経歴

### プロ入り前
山形県南置賜郡山上村大字関根（現・米沢市）で7人兄弟の末子として誕生。幼い時に父を亡くし、経済的に恵まれない環境の中、父の後を引き継いだ兄の運送業の手伝いをしながら成長する。
小学生の時には大人顔負けのボールを投げており、山上村立山上中学校に入学すると、米沢市の大会などで活躍。米沢市内の中学にはなかなか勝てなかったものの、関根にすごいピッチャーがいると関係者の間で知られるようになる。
中学卒業後は米沢高校に進学し、民法学者としてその名を知られた遠藤浩が野球部の監督を務めており、遠藤の指導で力をつけていく。1年次の1951年当初は外野手だったが、途中から投手に転向。その後はそれまでの3年生投手が外野に回ったため、皆川が1年生ながらエースとなった。同年の夏の甲子園東北大会では右手小指を骨折しながら1回戦の内郷戦で完封勝利を記録するが、骨折の影響で準決勝の安積戦では指の痛みが限界に来て大量失点を喫して敗れた。
2年次の1952年は米沢高が西高と東高に分かれ、皆川は西高に所属。夏の甲子園山形大会で優勝を飾るが、東北大会では1回戦で同じく優勝候補の気仙沼に敗退。この頃から各大会にプロ野球のスカウトが来て、皆川をマークするようになる。
3年次の1953年は夏の甲子園東北大会を勝ち上がり決勝に進むが、白石戦でエース・大沼清と投げ合い敗退。甲子園出場はならなかったが、この試合で二塁塁審を務めていた岩本信一が皆川の素質を見出し、南海ホークスの山本一人選手兼任監督に「礼儀正しい球児がいる」と急報し、皆川の獲得を薦めた。岩本信一は、当時兄の岩本義行が当地で鉱山を経営していて、その手伝いに来たところでたまたま審判を頼まれたものだった。当初は立教大学へ進学希望ということで、南海は手を引いた形になっていたが、母子家庭で家計も苦しく断念。皆川が先輩に伴われて「南海にお世話になります」と言ってきたことから、1954年、南海へ入団。この時代、甲子園に出場していない高卒の東北出身者のプロ野球入りは珍しかった。同期入団には野村克也・宅和本司がおり、進学を断念した立教には「立教三羽ガラス」と呼ばれた杉浦忠・長嶋茂雄・本屋敷錦吾が入学している。

### 現役時代
入団後最初の2年間は白星に恵まれず、自由契約も覚悟したが、山本（鶴岡）の「皆川はプロで生きて行こうと努力しているし、まじめにやっている。来シーズン辺りは活躍するはずだ。ワシが保障するから給料は倍にしてやれ」の一言で、解雇どころか給料倍額を言い渡され、奮起する。先発投手が打たれ大差がつくと鶴岡は「わかっとるな」と皆川をマウンドに送り出した。敗戦処理投手のようだがそうではなく、あっちに投げたり、こっちに投げたりで相手打者の打撃フォームを崩し、翌日、相手打線は沈黙し南海の勝利に貢献した。
3年目の1956年に60試合登板、11勝を挙げるが、同時に肩を痛め、コーチの柚木進に勧められるかたちでオーバースローからアンダースロー（サイドスローと言われることもある）に転向した。このフォーム改造が功を奏し、1957年に18勝、1958年に17勝と主戦投手の一人となる。1959年は完投がなく、10勝と調子を落としたが、防御率は1点台だった。1960年からは調子を取り戻し、1961年には16勝を挙げるなど主力として活躍、1962年にはチームトップの19勝。1964年は7勝に終わるが、8年連続2桁勝利を挙げ、安定した成績を残している。
1959年以来、5回のリーグ優勝に貢献しているが、日本シリーズ（1965年は登板なし）では通算9試合、4先発で0勝4敗と活躍できていない。1966年の読売ジャイアンツとの日本シリーズでは、第4戦、第6戦に先発しているが、いずれも早々に打ち込まれ、降板している。
1968年10月6日の対東映戦でシーズン30勝と通算200勝を同時に達成。アンダースロー投手の200勝は皆川が初めてであった。また、シーズン30勝は1964年の小山正明（30勝）以来4年ぶりの快挙だった。以後、シーズン30勝を達成した投手は誕生していない。最終的に31勝まで伸ばし、防御率も1.61で最多勝利と最優秀防御率を獲得した。皆川自身、2桁勝利は12度マークしているが、20勝以上を挙げたのはこのシーズンだけである。
翌1969年も期待されたが、公式戦まであと1週間に迫った巨人とのオープン戦でバントを失敗。投球を右人差指に当て骨折するという事故を起こし、再起まで3ヶ月という診断で、結局、この年は5勝に留まった。皆川故障の影響は大きく、同年、南海は戦後初の最下位に転落している。
以降も南海の先発投手陣の一角として投げ続けたが、防御率が4点台になった1971年限りで現役引退した。
通算成績は759試合の登板で、221勝139敗、防御率2.42。2016年現在、221勝はホークス（南海、ダイエー、ソフトバンク）の球団記録である。また、アンダースロー投手としては1983年に山田久志に抜かれるまで最多勝記録でもあった。なお、南海の大エースとして名高い杉浦よりも通算勝利数は上回っており、200勝がラインとなる日本プロ野球名球会にも入会している。

### 引退後
引退後は朝日放送解説者（1972年 - 1975年）を経て、阪神一軍投手コーチ（1976年 - 1977年）を務める。在任中は山本和行をリリーフエースに、池内豊を中継ぎエースにそれぞれ配置転換して投手陣を整備したが、米田哲也とは相性が悪かった。
阪神退団後は2度目の朝日放送解説者（1978年 - 1985年）を経て、巨人一軍投手コーチ（1986年 - 1988年）を務め、1987年のリーグ優勝に貢献。水野雄仁・桑田真澄・斎藤雅樹を指導し、特に桑田は「僕が入団した翌年、打たれても、皆川さんの大丈夫、大丈夫、に随分励まされた」と語っている。一方でダブルエースの片方である西本聖を"あの子"呼ばわりするなど、皆川の間には強い確執があり、西本は皆川が加入する前は6年連続2桁勝利を記録したほどの大投手であったが、皆川が加入した1986年以降は7勝、8勝と思うような成績を残すことが出来なかった。球団批判で西本に200万円の罰金が科されるなど、確執が深刻化したことから、球団は二人を和解させようとして、1986年オフに和解ゴルフをさせたが、マスコミには「茶番劇」と書かれ、二人のギクシャクした関係はとても和解したとは言い難かった。巨人生え抜きのスター選手であった西本は1988年に4勝に終わると、中尾孝義との交換トレードで中日へ移籍した。ドラゴンズでの西本は移籍初年の1989年に20勝の大台を記録し、翌1990年も11勝を挙げている。皆川もまた、1988年を最後に巨人コーチを解任され、西本の他にも、ルイス・サンチェとも投球フォーム改造を巡って対立していた。
巨人退団後は3度目の朝日放送解説者（1989年 - 1990年）とサンケイスポーツ評論家（1989年 - 1990年）を経て、近鉄一軍投手コーチ（1991年 - 1992年）を務め、佐野重樹・高村祐を育てた。
近鉄退団後は4度目の朝日放送解説者（1993年 - 1997年）を経て、1998年には1年だけ台湾CPBL・三商タイガース投手コーチを務めた。
帰国後は朝日放送・サンテレビ解説者（1999年 - 2004年）を務め、少年野球の指導にも力を入れていた。
2005年2月6日、敗血症のため死去。69歳没。葬儀では南海時代の先輩岡本伊三美が弔辞を読み、野村克也、吉田義男、金田正一、王貞治、母校の高校のOBらが参列した。

## 死後
出身地の米沢市と山形県では、生前のプロ野球選手としての輝かしい成績と、現役引退後も野球にとどまらず郷里山形の発展に尽力した功績を称え、2005年11月3日には米沢市市民栄誉賞を、2006年3月15日には山形県県民栄誉賞をそれぞれ贈呈した。また、同年夏には米沢市営野球場（上杉スタジアム）の愛称が「皆川球場」に改称された。
2011年1月14日、野球体育博物館が皆川の野球殿堂エキスパート部門での野球殿堂入りを発表した。ゲストスピーチでは野村が登壇し、祝辞で「2軍で一緒に2年半、同時期に1軍に上がった。それで生まれたのがカットボール。（日本球界で）最初に投げたのが彼なんです」と述べている。

## プレースタイル・逸話

### 投球スタイル
宅和本司、杉浦忠、ジョー・スタンカら、派手な活躍をした歴代エースの陰に隠れながら、アンダースローからのシュート・シンカーと制球力を武器に、2番手投手として長く南海投手陣を支えてきた。
皆川の球質は、打者の手元で浮き上がる杉浦とは異なり、ストレートそのものが沈み気味である上に、シンカーはさらに大きく落ちるという特徴があった。
毎年、安定して2桁勝利を挙げ続けていたが、張本勲や榎本喜八といった左の強打者への攻めに限界があり、成績が伸び悩んでいた。このため、投球の幅を広げるべく、野村克也と小さく鋭く曲がるスライダーの開発・習得に取り組んだ結果、1968年シーズン前にカットボールを習得した。オープン戦最後の巨人戦で王貞治相手に試し、どん詰まりのセカンドフライに仕留めたことから、その効果を確認したという。皆川は王を打ち取ったとき、マウンド上で満面の笑みを見せ、野村はそのときの嬉しそうな顔を忘れられないと語っている。
同い年、同チームで、同じくアンダースロー（に当時は分類されることが多かった）の杉浦忠とは、「本格派」と「技巧派」、「太く短く」と「細く長く」など、対比されることが多い。野村は、杉浦を「華やかな表看板」、皆川を「地味な縁の下の立役者」と表現している。皆川自身は「杉浦の陰で咲く花」と評されても反論せず、「スギ（杉浦）はスギ。僕は僕」と笑顔で黙止したという。1969年秋のドラフト1位で佐藤道郎が入団した頃、チームには“太く短く”をモットーとする「杉浦派」と“細く長く”の「皆川派」という言葉があったという。
奪三振率も通算で4.67、最も高かった1967年でも5.28と低かった一方で、少ない球数で打ち取るスタイルで、100球未満での完封であるマダックスを通算11回記録している。
野村克也とは同い年の同期入団であり、15年以上に渡ってバッテリーを組んだ。皆川自身は「221勝のほとんどが野村に助けられたもの」と言っているが、豊田泰光は「好リードでその力を引き出したのは野村だったが、野村もまた抜群の制球力を利用した研究によって、随一の配球理論を構築したという面があるだろう」と述べている。
遊撃手時代、守備に苦手意識を持っていた広瀬叔功は自著で、「私にとって、皆川氏は、実は大の苦手だった。皆川投手の落ちる球で、相手打者はゴロばかり。ショート守備の下手クソさが目立って仕方がない。逆に言えば、相手を三振に仕留めてくれるスギやん（杉浦）のありがたさをよく分からせてくれたのがこの皆川氏だった」と述懐している。
中西太は「苦手な投手は存在したのか？」との問いに「そりゃあ、いましたよ(笑)。南海の皆川君が打てんかったなあ。手元で落ちる、外へは逃げるでね。サイドから見事に芯を外されたよ。いろいろ考えてねえ。打席で歩き打ちもやってみたよ。」と回顧している。

### 人物・逸話
東北人らしい、物静かでまじめ、粘り強い性格だった。
皆川の人となりを表すエピソードとして以下の話がよく知られる。アンダースローに転向した1956年、西鉄ライオンズとの試合で8番打者・和田博実を3ボール0ストライクにした際、皆川は「どうせ打ってこないだろう」と真ん中に軽いストレートを放ったが、球審の二出川延明に「ボール」と判定される。捕手である野村は当然のこと、皆川も「ど真ん中なのになぜボールなのか」と猛抗議したところ、二出川に「気持ちが入っていないからボールだ!」と一喝された。この無茶なジャッジに野村は憤慨したものの、当の皆川は逆に感銘を受け、以後の投球で一球たりとも手を抜かないようになり、色紙にも「一球入魂」と書くようになったという。
まじめ、摂生ぶりを示すエピソードとして次のような話がある。
- 登板の日は自宅で必ず餅を食べ、「腹持ちがいいんだ」が口癖だった。
- 車の運転はせず夫人に送られて球場入り、勝てば次も同じ道を通りゲン担ぎをした。
- 夫人特製の長袖パジャマを夏も離さず、冷房もかけなかった。

薬師寺管長の高田好胤の知遇を得、高田の講演会では皆川も行動を共にする機会が多かった。皆川の長男の結婚式には高田が駆けつけて祝辞を述べたという。
豊田泰光とは妙にウマが合い、食事をよく共にしたという。豊田は、「山形出身の皆川は東北人＝無口という昔のイメージ通りの人間で、酒も飲まない。弾んだ会話というものもなかったが、それがよかった。とにかく一緒にいるだけでほっとした」「万事控えめな男と私（豊田）の組み合わせを、周囲は不思議がったものだ」と語っている。

## 詳細情報

### 年度別投手成績
| 年 度      | 球 団      | 登 板 | 先 発 | 完 投 | 完 封 | 無 四 球 | 勝 利 | 敗 戦 | セ 丨 ブ | ホ 丨 ル ド | 勝 率 | 打 者 | 投 球 回 | 被 安 打 | 被 本 塁 打 | 与 四 球 | 敬 遠 | 与 死 球 | 奪 三 振 | 暴 投 | ボ 丨 ク | 失 点 | 自 責 点 | 防 御 率 | W H I P |
| ---------- | ---------- | ----- | ----- | ----- | ----- | -------- | ----- | ----- | -------- | ----------- | ----- | ----- | -------- | -------- | ----------- | -------- | ----- | -------- | -------- | ----- | -------- | ----- | -------- | -------- | ------- |
| 1954       | 南海       | 10    | 3     | 0     | 0     | 0        | 0     | 3     | --       | --          | .000  | 93    | 23.1     | 23       | 1           | 6        | --    | 0        | 11       | 0     | 0        | 9     | 8        | 3.00     | 1.24    |
| 1955       | 南海       | 4     | 0     | 0     | 0     | 0        | 0     | 0     | --       | --          | ----  | 25    | 6.2      | 4        | 0           | 2        | 0     | 0        | 3        | 0     | 0        | 1     | 1        | 1.29     | 0.90    |
| 1956       | 南海       | 60    | 16    | 1     | 1     | 0        | 11    | 10    | --       | --          | .524  | 760   | 190.2    | 169      | 8           | 31       | 2     | 1        | 68       | 5     | 1        | 69    | 46       | 2.17     | 1.05    |
| 1957       | 南海       | 56    | 23    | 5     | 2     | 1        | 18    | 10    | --       | --          | .643  | 899   | 229.0    | 170      | 7           | 52       | 5     | 5        | 90       | 1     | 0        | 74    | 60       | 2.36     | 0.97    |
| 1958       | 南海       | 52    | 26    | 12    | 6     | 2        | 17    | 8     | --       | --          | .680  | 908   | 230.2    | 172      | 9           | 46       | 4     | 8        | 113      | 2     | 0        | 62    | 47       | 1.83     | 0.95    |
| 1959       | 南海       | 51    | 14    | 0     | 0     | 0        | 10    | 6     | --       | --          | .625  | 634   | 163.2    | 129      | 7           | 26       | 2     | 4        | 91       | 2     | 1        | 52    | 35       | 1.92     | 0.95    |
| 1960       | 南海       | 39    | 17    | 2     | 1     | 0        | 11    | 8     | --       | --          | .579  | 634   | 158.1    | 144      | 7           | 36       | 2     | 4        | 78       | 1     | 0        | 58    | 51       | 2.89     | 1.14    |
| 1961       | 南海       | 51    | 4     | 1     | 0     | 1        | 16    | 7     | --       | --          | .696  | 695   | 177.1    | 142      | 11          | 38       | 10    | 4        | 119      | 0     | 0        | 53    | 39       | 1.97     | 1.02    |
| 1962       | 南海       | 59    | 22    | 8     | 3     | 3        | 19    | 4     | --       | --          | .826  | 849   | 212.1    | 201      | 13          | 33       | 4     | 1        | 119      | 0     | 0        | 68    | 59       | 2.49     | 1.10    |
| 1963       | 南海       | 53    | 12    | 2     | 1     | 0        | 12    | 9     | --       | --          | .571  | 736   | 188.0    | 165      | 16          | 33       | 3     | 3        | 96       | 0     | 0        | 62    | 53       | 2.54     | 1.05    |
| 1964       | 南海       | 52    | 13    | 2     | 0     | 0        | 7     | 5     | --       | --          | .583  | 672   | 161.0    | 161      | 19          | 36       | 3     | 6        | 73       | 0     | 0        | 65    | 52       | 2.91     | 1.22    |
| 1965       | 南海       | 40    | 18    | 4     | 2     | 1        | 14    | 10    | --       | --          | .583  | 651   | 163.2    | 140      | 12          | 35       | 2     | 6        | 89       | 0     | 0        | 58    | 48       | 2.63     | 1.07    |
| 1966       | 南海       | 46    | 31    | 11    | 6     | 2        | 18    | 7     | --       | --          | .720  | 837   | 212.0    | 188      | 20          | 34       | 2     | 8        | 109      | 4     | 0        | 63    | 50       | 2.12     | 1.05    |
| 1967       | 南海       | 45    | 35    | 9     | 3     | 1        | 17    | 13    | --       | --          | .567  | 1017  | 255.2    | 215      | 16          | 67       | 2     | 7        | 152      | 1     | 0        | 68    | 65       | 2.29     | 1.10    |
| 1968       | 南海       | 56    | 38    | 27    | 8     | 4        | 31    | 10    | --       | --          | .756  | 1346  | 352.1    | 256      | 18          | 63       | 7     | 9        | 193      | 2     | 0        | 75    | 63       | 1.61     | 0.91    |
| 1969       | 南海       | 33    | 13    | 4     | 1     | 2        | 5     | 14    | --       | --          | .263  | 538   | 134.1    | 126      | 16          | 20       | 1     | 4        | 65       | 0     | 0        | 47    | 39       | 2.62     | 1.09    |
| 1970       | 南海       | 27    | 24    | 8     | 2     | 0        | 9     | 10    | --       | --          | .474  | 676   | 163.2    | 154      | 14          | 40       | 2     | 7        | 100      | 1     | 0        | 72    | 69       | 3.79     | 1.19    |
| 1971       | 南海       | 25    | 18    | 5     | 1     | 1        | 6     | 5     | --       | --          | .545  | 582   | 135.1    | 145      | 28          | 35       | 2     | 7        | 69       | 0     | 0        | 79    | 64       | 4.27     | 1.33    |
| 通算：18年 | 通算：18年 | 759   | 327   | 101   | 37    | 18       | 221   | 139   | --       | --          | .614  | 12552 | 3158.0   | 2704     | 222         | 633      | 53    | 84       | 1638     | 19    | 2        | 1035  | 849      | 2.42     | 1.06    |

- 各年度の太字はリーグ最高

### タイトル
- 最多勝利：1回 （1968年）
- 最優秀防御率：1回 （1968年）
- 最高勝率：2回 （1962年、1966年）

### 表彰
- ベストナイン：1回 （投手部門：1968年）
- 野球殿堂エキスパート部門（2011年）
- 山形県県民栄誉賞 （2006年）[27]

### 記録
初記録
- 初登板：1954年5月8日、対西鉄ライオンズ3回戦（大阪スタヂアム）
- 初勝利：1956年4月5日、対東映フライヤーズ3回戦（駒澤野球場）

節目の記録
- 100勝：1962年9月8日、対西鉄ライオンズ25回戦（平和台野球場）
- 150勝：1966年8月12日、対東京オリオンズ21回戦（大阪スタヂアム）
- 200勝：1968年10月6日、対東映フライヤーズ25回戦（大阪スタヂアム）

その他の記録
- オールスターゲーム選出：6回 （1957年、1965年 - 1968年、1970年）
- プロ初盗塁が出場731試合目（1970年7月1日・西鉄戦）　※2023年に宮崎敏郎に抜かれるまで史上最遅記録であった[28]。

### 背番号
- 49 （1954年 - 1960年）
- 22 （1961年 - 1971年）
- 81 （1976年 - 1977年）
- 73 （1986年 - 1988年）
- 72 （1991年 - 1992年）
- 88 （1998年）

### 登録名
- 皆川 睦男 （みながわ むつお、1954年 - 1969年）
- 皆川 睦雄 （みながわ むつお、1970年 - ）

## 関連情報

### 出演番組
- ABCフレッシュアップベースボール - ABCラジオ（プロ野球中継の現行タイトル）
- S☆1 BASEBALL - ABCテレビ（TBS系列時代のプロ野球中継の同系列現行統一タイトル）
- スーパーベースボール - ABCテレビ（テレビ朝日系列時代の同系列現行統一タイトル。年度により同系列局・広島ホームテレビの中継にも出演）
- サンテレビボックス席 - サンテレビ（ABCテレビからの出向扱いで出演。ABCテレビ主管制作の阪神戦の他にパ・リーグを含むサンテレビ主管制作中継も担当）